# 新見錦
新見 錦（にいみ にしき、天保7年（1836年） - 文久3年9月15日（1863年10月27日）?）は、幕末の水戸藩浪士、壬生浪士隊士。号は錦山（きんざん）とされるが、子母澤寛が記すのみであり、確証はない。姓は「しんみ」と読む説も存在する。
近藤勇、芹沢鴨らと共に新撰組前身時代の幹部であったとされるが、その生涯については不明な点が多い。

## 生涯
新見の出自や前半生については殆ど分かっていないが、多くの文献では水戸藩出身と記されている。
『阿部家史料集 公余録』にある28歳という記述から逆算すれば、天保7年（1836年）の生まれであるとされる。時期は不明だが、 岡田助右衛門に剣を学び、神道無念流免許皆伝を授かる。腕前は「達人之趣ニ御座候」とする風説が残る。
文久3年（1863年）2月、清河八郎の周旋活動や松平主税助の建策により、江戸幕府14代将軍徳川家茂上洛の警護のために組織された浪士組に加盟し、三番組小頭になる。後に新選組を結成する芹沢や江戸・試衛館（天然理心流）の近藤勇も加盟していた。幹部の小頭に任じられたことから、既に名が知られた存在だったと考えられている。新見の組下には井上源三郎、沖田林太郎など5人の多摩系の天然理心流門人が配属された。
2月8日に江戸を出立して、23日に入京。同じく水戸藩出身の粕谷新五郎とともに、南部亀次郎邸に宿泊。芹沢は近藤とともに八木源之丞邸に宿泊しており、八木家の子息だった八木為三郎の回顧によれば、新見と粕谷は芹沢のいる八木家にも入り浸っていたという。
2月27日に清河が江戸帰還を宣言すると、芹沢、近藤とともに京都残留を表明して離脱。離脱組は芹沢、新見ら5人の水戸浪士と近藤、土方歳三、山南敬助、沖田総司ら8人の試衛館門人で、これに殿内義雄、根岸友山、粕谷らが加わるが、すぐに内部抗争が起きて殿内は殺害、根岸、粕谷は脱退した。必然的には浪士たちは芹沢、新見ら水戸派と近藤、土方ら試衛館派に大別された。
3月、浪士たちは京都守護職の会津藩主松平容保に嘆願書を提出して、会津藩御預かりとなり壬生浪士を名乗る。新見は結成当初の編成で芹沢、近藤と共に局長になった（その後副長に降格した）と考えられる。芹沢の腹心として行動を共にしたといわれるが、隊士としての活動については不明な点が多い。芹沢や近藤のことをよく覚えていた為三郎も新見については「まるきり覚えがありません」、「いつの間にかいなくなっていた」と述べている。新選組幹部の永倉新八が記した『浪士文久報国記事』では、新見は「乱暴狼藉が甚だしく、法令を犯しては芹沢や近藤の説得にも耳を貸さなかった」と記されており、子母澤の『新選組始末記』でも、「遊蕩に耽って隊務を怠り、隊費と称して民家から強請りを繰り返していた」としている。しかし、芹沢の起こした大坂力士騒動や大和屋事件などに参加した記録はない。
4月に大坂の商人から100両を押し借りした際の添書きに芹沢、近藤と共に名前が記されており、これが隊士としてのほとんど唯一の活動記録である。しかし、5月25日に容保に差し出された名簿には、新見の名前は記されておらず、同月入隊の島田魁が記した『英名録』にも記載がない。
新見の最期について、永倉の『新選組顛末記』によると、遊蕩先であった祇園新地の料亭「山緒」に近藤一派が押しかけ、悪行の数々を突きつけられた上で「切腹せねば法度に照らして斬首する」と詰め寄ったため、切腹させられたという。間もなく芹沢と平山五郎も試衛館派に暗殺され、新選組の水戸派は壊滅した。しかし、一方で永倉は『浪士文久報国記事』においては、一同相談のうえ切腹と決まったが、その内にまたも四条木屋町に旅宿する水戸浪人吉成常郎（吉成勇太郎の弟恒次郎と推定されている）に乱暴を働いたため、8月14日もしくは15日に梅津某の介錯で切腹させられたと記しており、どちらが正しいのかは分かっていない。
明治維新後、長州派の志士を祀るため作られた霊山招魂社に、本来敵であるはずの新見が祀られていること、元新徴組の暮地義信（早川文太郎）が、維新時に活躍した志士を記した『近世高名一覧勤王為皇国』に名前がある事などから、切腹の理由は素行不良や試衛館派との対立だけではなく、水戸や長州、土佐などの尊王攘夷派との親密な関係を咎められたという説もある。

## 異説
近年の研究では、同じく水戸浪士で、芹沢の前名とされる下村嗣次と玉造文武館党（玉造勢）の同志だった新家粂太郎（にいのみ くめたろう）が新見であり、また本名であるという説が有力である。下村と共に捕縛され、放免されて後に「新見錦」を名乗ったと考えられている。
新家は神道無念流剣客金子健四郎の門人であり、文久3年（1863年）5月、二条木屋町に寄宿する水戸藩士吉成勇太郎と、中山忠能の日記中に芹沢と共に名前が現れる水戸浪士今泉与一太郎と共に連署した借用書が残っており、在京が確認できる。
新家は同年6月16日、攘夷監察使正親町公董の陪従（親兵）として長州に下った際、酒乱が元で不祥事を起こしたが、その時は公董の家臣である徳田隼人の執り成しで処分保留になった。しかし、再度酒乱による狼藉を起こし、9月15日に切腹したとされる。当時三田尻の車塚（現山口県防府市車塚1）にあった蘆樵寺に墓石（現存せず）が建立された。記された没年（数え年）は28歳であり、新見の年齢と一致するほか、別の箇所で「新見久米次郎」との表記もされている。また、吉成勇太郎は壬生浪士が粂太郎を持て余したので引き取ったと記していることから、記録に新見の名が無くなった5月以降に近藤・芹沢らと協議の上、彼の謹慎処分を解いて脱退させ、活躍の機会を与えようとしたものと推測されている。
西村兼文の『新撰組始末記』には、新見の名は見えず、代わりに壬生浪士創設の一員として田中伊織という人物が記され、その最期について「近藤の意に応ぜざる事のあるをにらみ、闇殺す」としており、彼の変名とする説もある。